# Hotel Humboldt

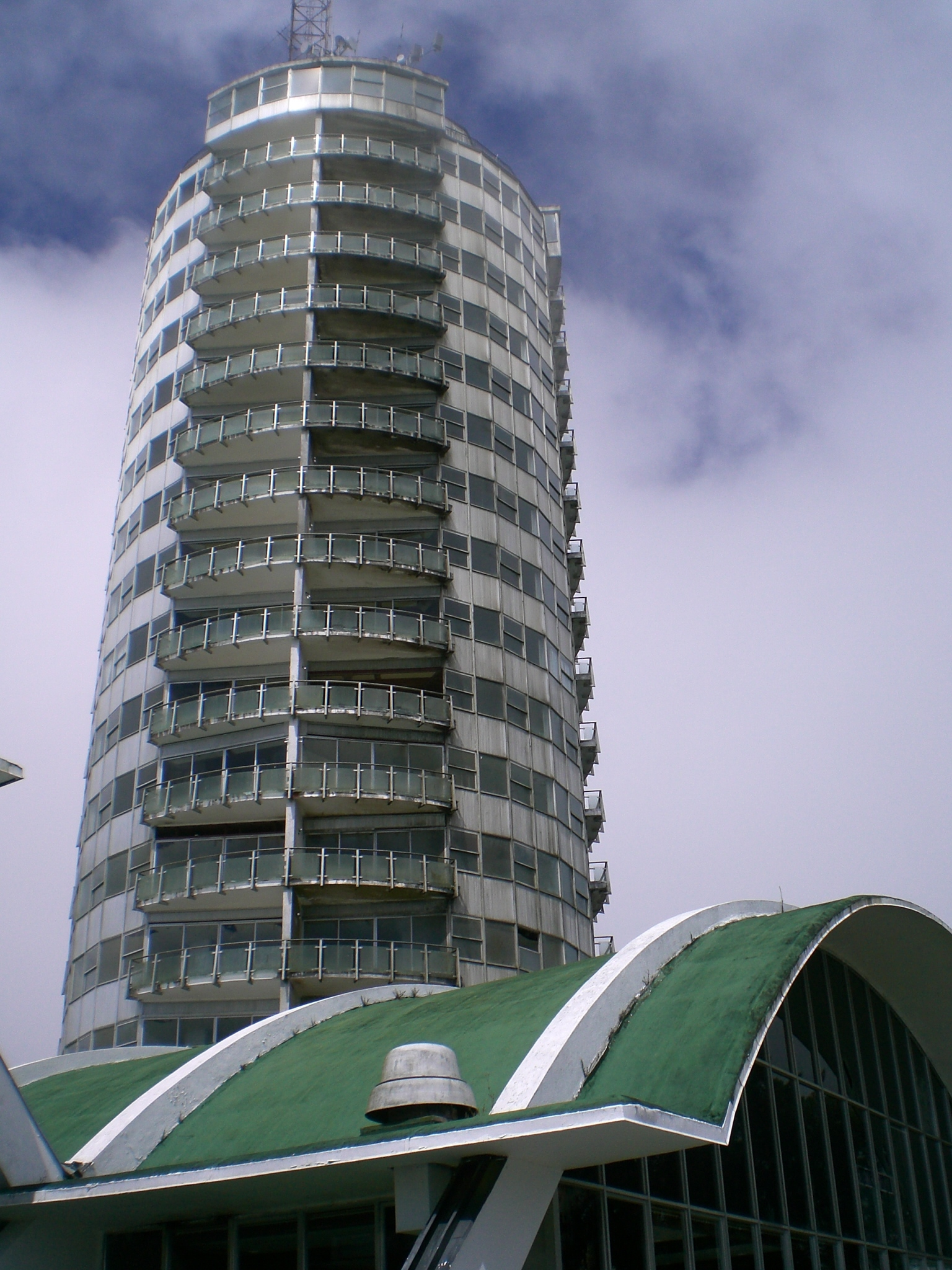
Hotel Humboldt.

Hotel Humboldt, som ligger nära toppen av berget El Ávila i Caracas, Venezuela är en av den venezolanska byggnadskonstens ikoner och en symbol för huvudstaden, på grund av dess exotiska läge och sin moderna arkitektur.
Byggnaden befinner sig på en höjd av 2 105 meter över havet och är en cylindrisk struktur som erbjuder dramatisk 360 graders utsikt över städerna Caracas och La Guaira. Den har en höjd av 59,5 m och består av 14 våningar med 70 rum. 
Hotellet hade med en matsal, inglasade balkonger och några närbelägna byggnader där de sociala evenemangen ägde rum: salonger, administrativa lokaler, och en inomhussimbassäng. Den inglasade fasade bidrog till uppvärmningen av byggnaden.
Hotellkomplexet fullbordades av två linbanor som förenade byggnaden med Caracas (station Maripérez)  och La Guaira (station El Cojo), dessutom en konstgjord isbana, flera restauranger och ett kasino (under konstruktion).

## Namn
Hotellet fick sitt namn av den tyske geologen och naturvetaren Alexander von Humboldt (1769-1859) som, utöver ett flertal expeditioner i Venezuelas inland, genomreste bergen och nedskrev sina observationer.

## Historik
Komplexet påbörjades av general Marcos Pérez Jiménez regering. Byggnationen leddes av ingenjörerna Gustavo Larrazábal, Oscar Urreiztieta och det venezolanska företaget ENECA. Hotellets och linbanestationens ursprungliga formgivning gjordes av arkitekten Tomás José Sanabria, som var en av den andra generationen av venezolanska arkitekter som utbildats utomlands och som införde en internationell stil i landet. Landskapsarkitekturen stod Roberto Burle Marx för. Arkitekten Alejandro Pietri Pietri utformade stationerna Maripérez och El Cojo. Hotellet byggdes av ENECA, medan linbanan byggdes av de tyska företagen Heckel och Saarbrucken.
Hotellet invigdes den 14 september 1955, blev färdigt den 11 december 1955, och började användas för sitt ändamål den 19 december 1956. Linbanorna blev tillgängliga för allmänheten samtidigt och deras drift överläts till regeringen för Distrito Capital. Enligt några historiker och arkitekter skulle byggnaden tjäna som en militär strategisk utpost, om infarterna till Caracas skulle kollapsa. Oavsett var hotellet aldrig fullständigt i allmän tjänst, och inte heller användes det militärt, däremot ägde några underhållningsevenemang rum där. Senare tjänstgjorde byggnaden som turismskola, men efterhand blev byggnaden praktiskt taget övergiven av myndigheterna och linbanorna förföll.
Efter att ha blivit övergiven uppstod vandringssägner som talade om övernaturliga händelser runt hotellet. Detta gjorde att hotellet omgivits av en slöja av mystik.

### Restaurering
Den 23 mars 1998 privatiserades Hotel Humboldt och linbanesystemet av Fondo de Inversiones de Venezuela, tillsammans med CORPOTURISMO. Den venezolanska staten överlät rättigheterna till investeringskonsortiet Inversora Turística Caracas, INVERTURCA, i trettio år. Kontraktet överlåter rättigheterna att driva linbanan och hotellet, med alla kringliggande installationer, däribland räknat utveckling av turismen. Företaget påbörjade omfattande restrukturering och ombyggnad av hotellet, samtidigt som det försöker bevara så mycket som möjligt de existerande elementen, vars historiska och arkitektoniska värden är höga.

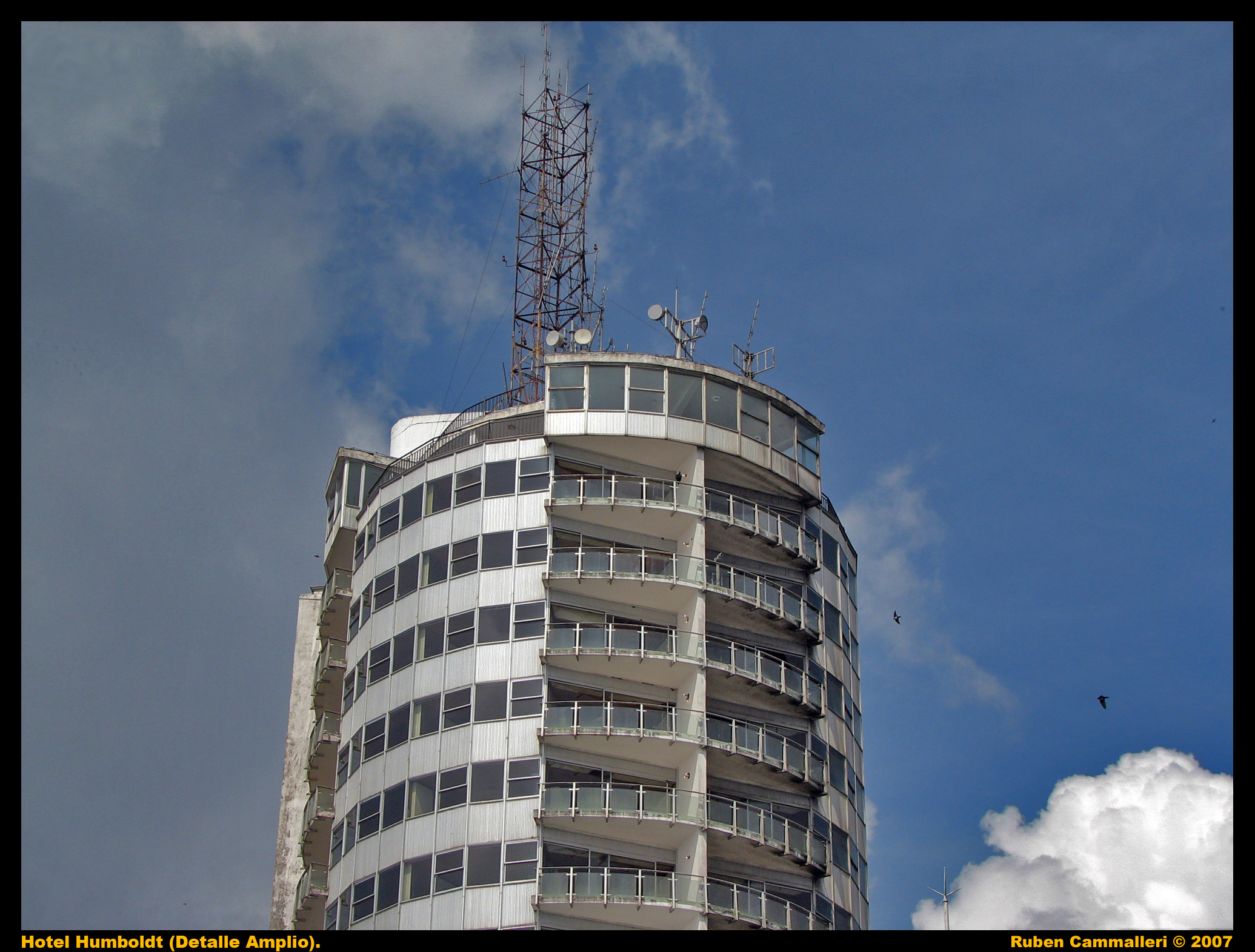
Hotel Humboldt.

Projektet Complejo Turístico är tänkt att innefatta restauranger, skridskobana, kasino, lekcenter, utöver återställandet av Hotel Humboldt och utökning av linbanetjänsten till delstaten Vargas. Trots att turistkomplexet invigdes i juli 2001, öppnades det inte för allmänheten förrän flera månader senare. 
Linbanesystemet, som nu endast går mellan Caracas och bergstoppen, ombyggdes av det österrikiska företaget Doppelmayr. Den består av 87 kabiner, varav 4 är VIP-kabiner, 2 är avsedda för godstransport, och en ambulanskabin. Varje kabin rymmer 8 personer. Resan tar ungefär tjugo minuter, utan avbrott, i en fart av 10 meter i sekunden (36 km/h). Linbanan har 23 stycken 16 meter höga torn.
Linbanan är nu i helt fungerande skick och är öppen för allmänheten. Skridskobanan och flera restauranger är också öppna, men hotellet är fortfarande under ombyggnad och restaurering. Linbanesystemet till La Guaira är inte i drift, men planer finns för dess eventuella ombyggnad och modernisering.